# Johann Gerhard Franz Nieberding
Johann Gerhard Franz Nieberding (* 24. Dezember 1809 in Steinfeld; † 17. Oktober 1865 in Vechta) war ein deutscher Lehrer, zuletzt Gymnasialdirektor in Vechta. Als Politiker war er außerdem Abgeordneter im Oldenburgischen Landtag.

## Leben
Nieberding wurde als Sohn des Bauern und Steuereinnehmers Heinrich Arnold Nieberding (1788–1852) und dessen Ehefrau Gertrud geb. Rösener (1782–1850) an Weihnachten 1809 in Steinfeld im Oldenburger Land geboren. Der deutsche Historiker und Politiker Carl Heinrich Nieberding (1779–1851) war sein Onkel. Von 1823 bis 1828 besuchte er – mit einer zweijährigen Unterbrechung – das Gymnasium Antonianum Vechta und danach bis 1830 das Gymnasium Paulinum in Münster. Anschließend blieb er in Münster und studierte dort Theologie und Philosophie an der katholischen Akademie in Münster und empfing dort am 20. September 1834 die Priesterweihe. Danach war er kurzzeitig als Vikar in Holdorf tätig und absolvierte anschließend noch ein philologisches Ergänzungsstudium an der Universität Bonn, wo er zum Dr. phil. promovierte. Ab Herbst 1836 war Nieberding dann als Lehrer am Gymnasium Antonianum in Vechta angestellt. Seit 1846 gehörte er dem provisorischen Direktionskollegium der Schule an und erhielt 1851 den Titel Professor. Ab 1853 trug er den Titel Rektor und wurde 1855 Mitglied im neugeschaffenen Katholischen Oberschulkollegium. 1856 übernahm er die alleinige Leitung des Gymnasiums und erhielt im Jahr darauf auch den formalen Titel eines Gymnasialdirektors.
Weiterhin betätigte sich Nieberding politisch, wozu ihm die Entwicklung zum Parlamentarismus in Oldenburg Gelegenheit gab. So war er ab 1849 als Vertreter der katholischen Fraktion Mitglied des ersten und des zweiten oldenburgischen Landtags.
In den Programmheften seines Gymnasiums veröffentlichte Nieberding außerdem einige Aufsätze und vollendete den 3. Band der Geschichte des Niederstifts Münster seines Onkels Carl Heinrich Nieberding.